# Platymantis mimica
Platymantis mimica és una espècie de granota que viu a Papua Nova Guinea.